# Potrerillos (Cortés)
Potrerillos es un municipio del departamento de Cortés en la República de Honduras.

## Toponimia
Su nombre proviene de la palabra diminutiva de potrero.

## Límites
Está localizado en la parte central del Departamento de Cortés, unos 35 kilómetros al sur de San Pedro Sula.
| Orientación | Límite                                     |
| ----------- | ------------------------------------------ |
| Norte       | Municipio de Villanueva, Cortés            |
| Norte       | Municipio de Pimienta, Cortés              |
| Norte       | Municipio de El Progreso, Yoro             |
| Sur         | Municipio de San Antonio de Cortés, Cortés |
| Este        | Municipio de Santa Rita, Yoro              |
| Este        | Municipio de Santa Cruz de Yojoa, Cortés   |
| Oeste       | Municipio de San Antonio de Cortés, Cortés |

## Población
En 2016 tenía un población estimada de 24 140 habitantes.
Actualmente 2022 tiene una población de 14,358 personas.

## División Política
Aldeas: 8 (2013)
Caseríos: 35 (2013)
| Código | Aldea                           |
| ------ | ------------------------------- |
| 050501 | Potrerillos                     |
| 050502 | Bejuco                          |
| 050503 | Blanco Caserío                  |
| 050504 | El Caracol                      |
| 050505 | El Manacal                      |
| 050506 | Higuerito Central               |
| 050507 | La Garroba                      |
| 050508 | San Miguel                      |
|        | Lasani                          |
|        | El Triunfo                      |
|        | Proyecto Agroforestal San Jorge |
|        | Hacienda El Caracol             |
|        | Hacienda Santos Argueta         |
|        | Reyes Arévalo                   |
|        | Hacienda Douglas Richard        |
|        | Hacienda Santa Inés             |
|        | Hacienda Valdespín              |
|        | Las Lomitas                     |
|        | Nuevo Higuerito Central         |
|        | La Nueva Garroba                |
|        | Hacienda La Abundancia          |
|        | Restaurante Valdespín           |
|        | Constructora SIMSA              |
|        | Rancho La Española              |
|        | Rancho La Rosita                |
|        | Colonia de Flores               |
|        | El Tule                         |
|        | Las Animas                      |
|        | Nuevo Mundo                     |
|        | Sabana Suárez                   |
|        | El Marial                       |
|        | El Remolino                     |
|        | Buena Vista                     |
|        | El Desvío del Mango             |
|        | El Zeren                        |

## Demografía
| 1950 | 1961 | 1974 | 1988   | 2001   | 2015   |
| ---- | ---- | ---- | ------ | ------ | ------ |
| 4127 | 5036 | 9097 | 11 719 | 19 068 | 24 195 |